# Rodrigo Gomes dos Santos
Rodrigo Gomes dos Santos (Belmonte, Bahía, Brasil, 13 de octubre de 1993), conocido como Rodrigão, es un futbolista brasileño. Juega de delantero en el Águia de Marabá FC.

## Trayectoria

### Inicios
Rodrigão fichó por el Democrata-GV a finales del 2013 luego de una exitosa prueba. Debutó con el club al año siguiente por el Campeonato Mineiro Módulo II. En marzo de 2015 fichó por el Boa Esporte.
Rodrigão debutó profesionalmente el 8 de mayo de 2015, como titular en la derrota por 0-1 ante el Atlético Goianiense por la Serie B. El 9 de junio fue desvinculado del club.

### Campinense
El 19 de junio de 2015, Rodrigão fichó por el Campinense de la Serie D. Anotó un doblete el 12 de julio en la victoria por 2-0 sobre el Globo, además de un hat-trick en el 3-1 contra el Coruripe el 16 de agosto.

### Santos
El 19 de marzo de 2016, Rodrigão aceptó un preacuerdo con el Santos de la Serie A, para unirse al club el 1 de junio. Firmó un contrato por cinco años el 30 de mayo.
Debutó por el Peixe, y la Serie A, el 22 de junio, como titular y anotó el primer gol en la victoria por 4-2, de visita ante el Fluminense; además asistió a Luiz Felipe en el cuarto gol. Anotó nuevamente cuatro días después, el segundo gol en la victoria por 3-0 ante el São Paulo.
El 7 de julio de 2017, tras un periodo de lesiones y ser la tercera opción del equipo por debajo de Ricardo Oliveira y Kayke, Rodrigão fue enviado a préstamo al Bahia por toda la temporada.
De regreso al Santos, Rodrigão comenzó la temporada 2018 como titular bajo la dirección de Jair Ventura. El 9 de abril sin embargo, fue enviado a préstamo al Avaí de la Serie B.
El 6 de febrero de 2019 fue enviado a préstamo al Coritiba de la segunda división. El 30 de diciembre, luego de anotar trece goles en la campaña logró el ascenso a primera.
Fue enviado a préstamo al Ceará para la temporada 2020.

## Estadísticas
Actualizado al último partido disputado el 16 de marzo de 2020.
| Club                                                                            | Div.          | Temporada     | Liga  | Liga  | Estatal | Estatal | Copas nacionales(1) | Copas nacionales(1) | Copas internacionales | Copas internacionales | Otras(2) | Otras(2) | Total | Total |
| Club                                                                            | Div.          | Temporada     | Part. | Goles | Part.   | Goles   | Part.               | Goles               | Part.                 | Goles                 | Part.    | Goles    | Part. | Goles |
| ------------------------------------------------------------------------------- | ------------- | ------------- | ----- | ----- | ------- | ------- | ------------------- | ------------------- | --------------------- | --------------------- | -------- | -------- | ----- | ----- |
| Democrata-GV · Brasil                                                           | Min           | 2014          | -     | -     | 16      | 7       | -                   | -                   | -                     | -                     | -        | -        | 16    | 7     |
| Democrata-GV · Brasil                                                           | Min           | 2015          | -     | -     | 10      | 1       | -                   | -                   | -                     | -                     | -        | -        | 10    | 1     |
| Democrata-GV · Brasil                                                           | Total club    | Total club    | 0     | 0     | 26      | 8       | 0                   | 0                   | 0                     | 0                     | 0        | 0        | 26    | 8     |
| Boa Esporte · Brasil                                                            | 2.ª           | 2015          | 5     | 0     | -       | -       | -                   | -                   | -                     | -                     | -        | -        | 5     | 0     |
| Boa Esporte · Brasil                                                            | Total club    | Total club    | 5     | 0     | 0       | 0       | 0                   | 0                   | 0                     | 0                     | 0        | 0        | 5     | 0     |
| Campinense · Brasil                                                             | 4.ª           | 2015          | 8     | 5     | -       | -       | -                   | -                   | -                     | -                     | -        | -        | 8     | 5     |
| Campinense · Brasil                                                             | 4.ª           | 2016          | 0     | 0     | 14      | 9       | -                   | -                   | -                     | -                     | 12       | 9        | 26    | 18    |
| Campinense · Brasil                                                             | Total club    | Total club    | 8     | 5     | 14      | 9       | 0                   | 0                   | 0                     | 0                     | 12       | 9        | 34    | 23    |
| Santos · Brasil                                                                 | 1.ª           | 2016          | 15    | 3     | -       | -       | 4                   | 1                   | -                     | -                     | -        | -        | 19    | 4     |
| Santos · Brasil                                                                 | 1.ª           | 2017          | 2     | 0     | 6       | 3       | 0                   | 0                   | 0                     | 0                     | -        | -        | 8     | 3     |
| Santos · Brasil                                                                 | 1.ª           | 2018          | 0     | 0     | 5       | 1       | -                   | -                   | -                     | -                     | -        | -        | 5     | 1     |
| Santos · Brasil                                                                 | Total club    | Total club    | 17    | 3     | 11      | 4       | 4                   | 1                   | 0                     | 0                     | 0        | 0        | 32    | 8     |
| Bahia · Brasil                                                                  | 1.ª           | 2017          | 14    | 5     | -       | -       | -                   | -                   | -                     | -                     | -        | -        | 14    | 5     |
| Bahia · Brasil                                                                  | Total club    | Total club    | 14    | 5     | 0       | 0       | 0                   | 0                   | 0                     | 0                     | 0        | 0        | 14    | 5     |
| Avaí · Brasil                                                                   | 2.ª           | 2018          | 27    | 7     | -       | -       | 2                   | 1                   | -                     | -                     | -        | -        | 29    | 8     |
| Avaí · Brasil                                                                   | Total club    | Total club    | 27    | 7     | 0       | 0       | 2                   | 1                   | 0                     | 0                     | 0        | 0        | 29    | 8     |
| Coritiba · Brasil                                                               | 2.ª           | 2019          | 33    | 13    | 8       | 7       | 1                   | 1                   | -                     | -                     | -        | -        | 42    | 21    |
| Coritiba · Brasil                                                               | Total club    | Total club    | 33    | 13    | 8       | 7       | 1                   | 1                   | 0                     | 0                     | 0        | 0        | 42    | 21    |
| Ceará · Brasil                                                                  | 1.ª           | 2020          | 0     | 0     | 4       | 1       | 0                   | 0                   | -                     | -                     | 4        | 0        | 8     | 1     |
| Ceará · Brasil                                                                  | Total club    | Total club    | 0     | 0     | 4       | 1       | 0                   | 0                   | 0                     | 0                     | 4        | 0        | 8     | 1     |
| Total carrera                                                                   | Total carrera | Total carrera | 104   | 33    | 63      | 29      | 7                   | 3                   | 0                     | 0                     | 16       | 9        | 190   | 74    |
| (1) Incluye datos de la Copa de Brasil (2) Incluye datos de la Copa do nordeste |               |               |       |       |         |         |                     |                     |                       |                       |          |          |       |       |

## Palmarés

### Títulos estatales
| Título           | Club  | Estado             | Año  |
| ---------------- | ----- | ------------------ | ---- |
| Copa do Nordeste | Ceará | Nordesde de Brasil | 2020 |